# Du omsluter mig (Erséus)
Du omsluter mig är en psalm med text från Psaltaren 139:5 och musiken är skriven 1975 av Torgny Erséus.

## Publicerad i
- Herren Lever 1977 som nummer 900 under rubriken "Att leva av tro - Tro - trygghet".[2]
- Psalmer och Sånger (1987) som nummer 772 under rubriken ”Psaltarpsalmer och andra sånger ur bibeln – Bibelvisor”.[1]